# Braune Wanne
Braune Wanne ist ein Begriff des Bauwesens und bezeichnet eine Bauwerksabdichtung, bei der Matten aus Geotextil mit einer Bentonit-Füllung verwendet werden. Die Namensgebung rührt aus dem bräunlichen Farbton des Bentonits her.

## Dichtungssystem
Die Abdichtung aus Bentonit und Kunststoffbahnen gegen Wasser stammt ursprünglich aus dem Deponiebau. Bentonite sind stark quellfähige Tonminerale, die aus vulkanischen Aschen entstanden sind und nach einer großen Fundstätte in Fort Benton, Wyoming/USA, benannt wurden. Dieses Natriumbentonit bindet das 5- bis 7-fache an Wasser und quillt ungehindert auf das 12- bis 15-fache Volumen, wobei eine gelartige Masse entsteht. Bei Behinderung dieser Quellung durch Bauwerksauflast oder Hinterfüllung von Baugruben entsteht ein hoher Quelldruck im Material, der eine abdichtende Wirkung entfaltet. Dieser Druck verhindert auch, dass Wasser in den Zwischenraum zwischen Dichtung und Bauwerk fließen kann (keine Umläufigkeit).
Dieses Dichtungssystem gilt bautechnisch als wasserundurchlässig mit einem Durchlässigkeitsbeiwert von k = 10−11 m/s. Zur Veranschaulichung: Die Wasserundurchlässigkeit einer 1 cm starken Schicht aus Natriumbentonit wird erst durch eine 100 cm starke Betonschicht gleichwertig erreicht. Aus der Quellung des Bentonits zwischen Geotextil-Lagen, die untereinander durch Vernadelung verbunden sind, werden keine Druckbelastungen auf das Bauwerk ausgelöst.

## Entwicklung
Der technische Einsatz hat in den 1970er Jahren begonnen, als Bentonitgranulat zunächst in die Hohlkammern von Wellkartons gefüllt wurde. Diese Kartonplatten wurden an die abzudichtenden Bauwerkswände und unter die Bauwerksohle gelegt und mit weiteren Abdichtungen geschützt. Seit Beginn der 1990er Jahre wurde Kunststoffgewebe (sog. Geotextil) anstelle der Kartons eingesetzt. Diese umgebenden Lagen werden untereinander durch Vernadelung verbunden und nehmen den Quelldruck innerhalb dieser „Tasche“ auf.

## Einsatz
Das Dichtungsverfahren ist durch die einfache Verlegeweise der Bahnen leicht zu handhaben und weitgehend witterungsunabhängig einsetzbar. Die hohe Quellfähigkeit kann Ungleichförmigkeiten an der Bauwerksoberfläche ausgleichen und dortige Risse ausgleichen („Selbstheilungseffekt“). Die zulässigen Rissbreiten können bei der im Betonbau üblichen Größenordnung von 0,3 bis 0,4 mm liegen, während bei der Weißen Wanne eine halb so große Rissbreite zulässig ist, die entsprechend höhere Bewehrungsgehalte erfordert. Die Arbeitsfugen im Übergang von größeren Bauwerksabschnitten werden bei der braunen Wanne mit Quellfugenbändern gesichert, die ebenfalls mit Bentonit ausgefüllt sind, von außen aufgelegt werden und entsprechend einfach zu handhaben sind.